# 国済寺
国済寺（こくさいじ）は、埼玉県深谷市にある臨済宗南禅寺派の寺院。

## 歴史
1390年（康応2年）、上杉憲英の開基である。憲英は庁鼻和上杉家（深谷上杉家）の祖で、当地に庁鼻和城を築城し、その城内に峻翁令山を開山とする寺を創建した。寺号は「安国済民」から採られた。
後に深谷上杉家（庁鼻和上杉家）は後北条氏に臣従、小田原合戦で主家の後北条氏もろとも滅亡したため、寺運衰微したが、江戸時代になり寺領30石が与えられている。
地名の国済寺は、当寺に由来している。

## 文化財
- 木造峻翁令山像（埼玉県指定有形文化財 昭和36年3月1日指定）[3]
- 上杉憲英墓（埼玉県指定旧跡 昭和10年3月31日指定）[4]
- 国済寺黒門（深谷市指定有形文化財 昭和37年11月3日指定）[5]
- 国済寺三門（深谷市指定有形文化財 昭和46年11月3日指定）[5]
- 法燈円明国師頂相（深谷市指定有形文化財 昭和33年11月3日指定）[6]
- 宝冠釈迦坐像（深谷市指定有形文化財 昭和47年11月3日指定）[6]
- 庁鼻和城跡（深谷市指定史跡 昭和34年11月3日指定）[7]
- 上杉氏歴代墓（深谷市指定史跡 昭和37年11月3日指定）[7]

## 交通アクセス
- 深谷駅より徒歩21分。